# 마리사 다빌라
마리사 다빌라(Marisa Davila, 1997년 4월 24일 ~ )는 미국의 배우이다. 초거대 로봇 형제와 그리스: 라이즈 오브 핑크 레이더스에서 그녀의 역할로 알려져 있다.

## 출연 작품
- 크레이지 엑스 걸프렌드 (2016년)
- 리브 & 매디 (2016년)
- 더 레이킹 (2017년)
- 스피치리스 (2017년)
- 별나도 괜찮아 (2017년)
- 클록 & 대거 (2018년)
- 토너먼트 (2018년)
- 우린 친구가 아니야 (2018년)
- 캐롤의 2막 (2019년)
- 학교를 다녔다 (2019년 - 2020년)
- 홀리데이트 (2020년)
- 아이 엠 낫 오케이 (2020년)
- 사랑과 야구 (2021년)
- 마이 빅 팻 블론드 뮤지컬 (2021년)
- 초거대 로봇 형제 (2022년)
- 그리스: 라이즈 오브 핑크 레이더스 (2023년)